# 昨天
昨日，又稱昨天，泛指今日之前的一整日，已經成為過去，是歷史的一部分。「昨日」原本僅指「昨日的日出至日落時段」，而「昨日夜晚」則概稱為「昨晚」。

## 相關事物
- 《昨天》，中國電影，張揚導演（2000年）。
- 《Yesterday》，披头士歌曲，保羅·麥卡尼主唱（1965年）。
- 《昨天》，香港音樂作品，Misterdays，Mr.主唱 (2011年)。
- 《昨天 (2019年电影)》，由丹尼·博伊尔指导、理查德·柯蒂斯编剧的英国电影（2019年）。
- 《昨日 (韩国电视剧)》，韓國MBC電視台在1997年的電視劇，由金素妍、李鍾原主演。